# Lista de pinturas de Leonardo da Vinci
Esta é uma lista de pinturas devidas ou atribuídas a Leonardo da Vinci (pron.ⓘ; Vinci, 15 de abril de 1452 – Cloux, 2 de maio de 1519), um dos principais artistas do Alto Renascimento. Existem 2390 obras de arte significativas que são creditadas, tanto inteira como parcialmente, a Leonardo pela maioria dos historiadores da arte. Este número é formado principalmente por pinturas realizadas sobre madeira, mas também incluem um mural, um desenho e as obras que estavam em estágios iniciais de seu preparo. Existem diversas outras obras que foram atribuídas ao Leonardo, sem a unanimidade dos acadêmicos.
O número pequeno se deve às suas experiências constantes - e frequentemente desastrosas - com novas técnicas, além de sua procrastinação crônica.
Ainda assim, estas poucas obras, juntamente com seus cadernos de anotações - que contêm desenhos, diagramas científicos, e seus pensamentos sobre a natureza da pintura - formam uma contribuição às futuras gerações de artistas que só pode ser rivalizada à de seu contemporâneo, Michelangelo.

## Pinturas atribuídas a Leonardo
| Pintura                                         | Detalhes | Atribuição |
| ----------------------------------------------- | --- | --- |
| O Batismo de Cristo                             | O Batismo de Cristo 1472–1475 Óleo sobre madeira 177 × 151 cm Uffizi, Florença                                                                                                  | fato Verrocchio e Leonardo 'Pintura de Andrea del Verrocchio, com a participação de Leonardo no Anjo esquerdo. É geralmentde Cristo. A afirmação de Vasari que o anjo da esquerda é de Leonardo é confirmada por estudos de Bode, Seidlitz e Guthman, e aceita por McCurdy, Wasserman uie outros. |
| A Anunciação                                    | A Anunciação c. 1472–1475 Óleo sobre painel 98 × 217 cm Uffizi, Florença | Quase universalmente aceita Atribuição proposto por Liphhart, aceita por Bode, Lubke, Muller-Walde, Berenson, Clark, Goldscheider e outros. |
| A Virgem de Granada                             | A Virgem de Granada c. 1475–1480 Óleo sobre painel 15.7 × 12.8 cm National Gallery of Art, Washington                                                                           | Disputada Atribuída tanto a Leonardo da Vinci, quanto a Verrocchio ou Lorenzo di Credi. A anatomia do menino Jesus é tão pobre como para desencorajar a atribuição como trabalho de Leonardo, enquanto alguns acreditam que trata-se de uma obra de sua juventude. Essa atribuição foi feita em 1929. Outros historiadores de arte atribuem o trabalho a Verrocchio. Daniel Arasse discute esta pintura como um jovem trabalho em Leonardo da Vinci, (1997). |
| Ginevra de' Benci                               | Ginevra de' Benci c. 1476 Óleo sobre madeira 38.8 × 36.7 cm National Gallery of Art, Washington                                                                                 | Dependente da atribuíção de Dama com Arminho O trabalho foi proposto como um Leonardo por Waagen em 1866, e apoiado por Bode. |
| Virgem Benois                                   | Virgem Benois 1478 Óleo sobre madeira (transferida para tela) 49.5 × 33 cm Museu Hermitage, São Petersburgo                                                                     | Geralmente aceita A maioria dos críticos acreditam que ela coincide com uma Madona mencionada por Leonardo, em 1478. |
| "A Virgem do Cravo"                             | A Virgem do Cravo 1478–1480 Óleo sobre painel 62 × 47.5 cm Antiga Pinacoteca, Munique                                                                                           | Geralmente aceita É geralmente aceita como uma obra de Leonardo. |
| A Anunciação (predella)                         | A Anunciação (predella) c. 1478 Óleo sobre painel 14 × 59 cm Museu do Louvre, Paris                                                                                             | Disputada |
| São Jerónimo no deserto                         | São Jerónimo no deserto c. 1480 Tempera e óleo sobre painel 103 × 75 cm Museu do Vaticano, Vaticano Inacabada                                                                   | Universalmente aceita |
| A Adoração dos Magos                            | A Adoração dos Magos 1481 Óleo sobre madeira 240 × 250 cm Uffizi, Florence | Universalmente aceita |
| Virgem das Rochas (Versão Louvre)               | Virgem das Rochas (Versão Louvre) 1483–1486 Óleo sobre madeira (transferida para tela) 199 × 122 cm Museu do Louvre, Paris]                                                     | Universalmente aceita Considerada pela maioria dos historiadores como a primeira das duas versões |
| Dama com Arminho                                | Dama com Arminho 1488 Óleo sobre painel 54 × 39 cm Museu Czartoryski, Cracóvia                                                                                                  | Dependente da atribuíção de Ginevra de' Benci A atribuição da "Ginevra de 'Benci" tem apoiado a atribuição dessa pintura. |
| Retrato de Mulher de Perfil                     | Retrato de Mulher de Perfil 1493-1495 Óleo sobre madeira 51 × 34 cm Pinacoteca Ambrosiana, Milão                                                                                | Disputada |
| Madona Litta                                    | Madona Litta c. 1490 Tempera sobre tela (transferida para painel) 42 × 33 cm Museu Hermitage, São Petersburgo                                                                   | Disputada |
| Retrato de um Músico                            | Retrato de um Músico 1490 Óleo sobre madeira 45 × 32 cm Pinacoteca Ambrosiana, Milão                                                                                            | Disputada |
| La Belle Ferronière                             | La Belle Ferronnière 1490–1495 Óleo sobre painel 62 × 44 cm Museu do Louvre, Paris                                                                                              | Disputada |
|                                                 | | |
| A Última Ceia                                   | A Última Ceia 1495–1498 Mista com predominância da têmpera e óleo sobre duas camadas de preparação de gesso aplicadas sobre reboco 460 × 880 cm Santa Maria delle Grazie, Milão | Universalmente aceita |
| Virgem das Rochas (Versão Londres)              | Virgem das Rochas (Versão Londres) 1495–1508 Óleo sobre painel 189.5 × 120 cm National Gallery, Londres                                                                         | Leonardo e Ambrogio de Predis Geralmente aceita como a versão posterior à do Louvre, com a colaboração de Ambrogio de Predis e outros. A datação não é exatamente precisa. |
|                                                 | Sala delle Asse 1498–1499 Afrescos Castelo Sforzesco, Milão | Universalmente aceita |
| A Virgem, o Menino, Sant'Ana e São João Batista | A Virgem, o Menino, Sant'Ana e São João Batista c. 1499–1500 Carvão e giz preto e branco sobre papel colorido 142 × 105 cm National Gallery, Londres                            | Universalmente aceita |
| Salvator Mundi                                  | Salvator Mundi c. 1499–1500 Óleo sobre painel 66 × 46 cm Metropolitan Museum of Art, Nova Iorque                                                                                | Universalmente aceita Antes atribuído a Giovanni Antonio Boltraffio. |
| Virgem do Fuso (Madona Tecelã)                  | Virgem do Fuso (Madona Tecelã) c. 1501 Óleo sobre painel (transferida para tela e novamente restabelecida em painel) 50.2 × 36.4 cm Coleção privada , Nova York                 | Disputada Existem várias versões por diferentes mãos, sendo duas (como essa) associadas a Leonardo. |
| Virgem do Fuso                                  | Virgem do Fuso 1501 48.3 x 36.9 cm Coleção do Duque de Buccleuch, Escócia | Disputada Essa é a segunda pintura associada a Leonardo. |
| Mona Lisa                                       | Mona Lisa ou La Gioconda c. 1503–1507 Óleo sobre madeira 76.8 × 53.0 cm Museu do Louvre, Paris                                                                                  | Universalmente aceita |
| A Virgem e o Menino com Santa Ana               | A Virgem e o Menino com Santa Ana c. 1508 Óleo sobre painel 168 × 112 cm Museu do Louvre, Paris                                                                                 | Universalmente aceita |
| São João Baptista (com os atributos de Baco)    | São João Batista (com os atributos de Baco) 1510–1515 Óleo sobre madeira (transferida para tela) 177 × 115 cm Museu do Louvre, Paris                                            | Disputada Geralmente considerada uma cópia do ateliê de Leonardo de um desenho do artista. |
| São João Batista                                | São João Batista 1513–1516 Óleo sobre madeira 69 × 57 cm Museu do Louvre, Paris                                                                                                 | Geralmente aceita |
| Maria Magdalena                                 | 1515 Óleo sobre madeira 58 cm x 45 cm Coleção particular | Disputada Há duvidas se foi feito por ele ou por Giampetrino, um dos pupilos. |

## Trabalhos Perdidos
| Pintura               | Detalhes                   | Notas |
| --------------------- | -------------------------- | --- |
| Medusa                | Medusa                     | Pintura descrita como um trabalho da juventude de Leonardo por Giorgio Vasari. Ao lado pintura confundida com a possível obra perdida de Leonardo, hoje atribuída como de um pintor flamengo ativo por volta de 1600. |
| A Batalha de Anghiare | A Batalha de Anghiari 1505 | Afresco inacabado realizado no Salão do Cinquecento no Palazzo Vecchio em Florença. A pintura foi provavelmente encoberta por um afresco de Vasari. Ao lado, desenho de Rubens baseado na pintura.                    |
| Leda e o Cisne        | Leda e o cisne 1505-1510   | Único nu pictórico de Leonardo. Atualmente existem inúmeros esboços e cópias Leonardeschi. Ao lado pintura de Cesare da Sesto.Acredita-se que Leda foi pintada por um discípulo de Leonardo.                          |